# Trichotrimicra subnuda
Trichotrimicra subnuda är en tvåvingeart som först beskrevs av Alexander 1956.  Trichotrimicra subnuda ingår i släktet Trichotrimicra och familjen småharkrankar. Inga underarter finns listade i Catalogue of Life.